# Baños árabes de Hernando de Zafra
Los baños árabes de Hernando de Zafra o Casa de las Tumbas, se sitúan en la ciudad española de Granada, y fueron construidos a finales del siglo XII o principios del siglo XIII, con una importante reforma tras su adquisición por Hernando de Zafra, secretario de los Reyes Católicos. Se trata de uno de los tres baños medievales que conserva la ciudad de Granada, junto con el de la calle del Agua y el de El Bañuelo, dado que la mayoría fueron demolidos en el siglo XVI.
Estos baños se encuentran en el antiguo barrio nazarí de Bab Ilbira situado en el extremo septentrional de la medina, en la calle que tomaba el nombre de la puerta que le daba acceso, la actual calle Elvira, en el borde del Albaicín. Se localizaría entre los Rabad Zocayat Albacery y los Rabad Bucaral-facin, teniendo como eje principal del barrio la Zanaqat al-Kuhl, que se identifica como la calle de los Naranjos.

## Descripción
Su construcción data de finales del siglo XII o principios del siglo XIII, sufriendo una reforma importante en el siglo XIV, a la que corresponderían las obras de mampostería en los muros, varios capiteles, columnas y los arcos levemente ojivales. 
El baño de época musulmana tenía una estructura muy similar a la que hoy conserva. 
A rasgos generales, se comenzaba en un vestíbulo (al-baytal-maslai), una especie de sala larga y transversal al ingreso, con alcobas a los lados, una sala de agua fría, una templada y una caliente. 
- La sala fría disponía de temperaturas y agua acorde con la estación del año en que se estaba.

- La sala templada consistía en un recinto cuadrado, columnado por lo general y cubierto por una gran cúpula en la que se abrían lucernarios; encerraba otro cuadro o piscina central.

- La sala caliente era el último recinto de los baños, el lugar propio de la sauna, donde la temperatura era muy alta por estar debajo las calderas.

A los Baños Árabes de Hernando de Zafra se accedía por una puerta que daba a un callejón. Un arco escarzano daba acceso a un pequeño e irregular zaguán y a continuación se hallaba una estancia alargada cubierta por bóveda esquifada. Al fondo un gran arco de herradura permitía el ingreso a un cuarto con dos pequeñas dependencias en los extremos, ambas con bovedillas esquifadas con claraboyas de forma estrellada y octogonal. 
En el lado original de la estancia alargada se abría un arco escarzano que conectaba con la sala principal del baño, al-bayt al-wastani. Era cuadrada, con galería en tres de sus lados, que sostenían una gran bóveda en esquife. Nueve arcos apuntados descansaban sobre columnas desiguales, unas fruto de la reforma del siglo XIV y otras de acarreo, con gruesos fustes y capiteles de época visigoda y califal. 
En el lado Sur había una pequeña habitación y en lado oriental una puerta daba acceso a la sala de vapor. Ésta era rectangular, con dependencias en los extremos separadas por arcos dobles de herradura. 
En el ángulo noroeste había una pequeña sala de baño a la que se accedía por un arco de herradura y otra puerta daba acceso al horno. Los baños también contaron en su día con un jardín con fuentes.